# Big Butu
Pour les articles homonymes, voir Butu.
Big Butu est un village du Cameroun situé dans le département de la Meme et la Région du Sud-Ouest. Il fait partie de la commune de Mbonge.

## Population
Lors du recensement national de 2005, la localité comptait 508 habitants.